# 雏踝龙属
雏踝龙属（学名：Hortalotarsus，词源未知，可能意为“雏鸟的踝骨”）是已灭绝蜥脚形亚目存疑的一个属，化石发现于南非鹰崖早侏罗世（辛涅缪尔期）的克莱伦斯组。

## 发现与命名
模式种领足雏踝龙（Hortalotarsus skirtopodus）由哈利·丝莱于1894年命名，原为槽齿龙的一个种。正模标本是AM 455，现仅含一个胫骨、腓骨及趾骨，但当初还发现过更多骨骼，包括肋骨、疑似的椎骨、一个疑似的髂骨、一个疑似的股骨、一个疑似的肩胛骨及一个疑似的肱骨，均由威廉·霍纳·华莱士（William Horner Wallace）于1888年7月11日在东巴克利的鹰崖（Eagle's Crag）发现。
罗伯特·布鲁姆（1911年）称，“最初大部分骨骼都嵌在岩石中，被农民当作布须曼人的骨骼，但据说因担心岩石中的布须曼人骨骼可能削弱新一代的宗教信仰而被破坏”。然而丝莱却声称，是由于试图用火药将其从岩石中炸出但失败，导致大部分骨骼遗失。还出土了不完整的腿骨。

## 描述
雏踝龙可能类似大椎龙，完全长大后长约3（9.8英尺）。

## 分类
雏踝龙曾被视为大椎龙的异名或近蜥龙科的有效属。加尔东与克卢弗（1976年）及加尔东与厄普丘奇（2004年）则将该属列为疑名。
如今则将雏踝龙分类为大椎龙科成员。